# The Lincoln Lawyer
The Lincoln Lawyer is een Amerikaanse film uit 2011 onder regie van Brad Furman. In de hoofdrol spelen Matthew McConaughey, Marisa Tomei en Ryan Phillippe.

## Verhaal
Mickey Haller ( Matthew McConaughey ) is een advocaat, die er een nogal louche klantenkring op na houdt. Vanuit de achterbank van zijn Lincoln sedan houdt hij zijn klanten in de gaten.
Wanneer hij de vermogende vastgoedeigenaar Louis Roulet ontmoet, die van verkrachting wordt beschuldigd, lijkt hij weer een eenvoudige zaak te hebben. Het lijkt erop dat Roulet beschuldigd wordt vanwege zijn vermogen en dat hij gewoon op het verkeerde moment op de verkeerde plek was.

## Rolverdeling
| Acteur              | Personage               |
| ------------------- | ----------------------- |
| Matthew McConaughey | Mickey Haller           |
| Ryan Phillippe      | Louis Roulet            |
| Marisa Tomei        | Margaret McPherson      |
| Michaela Conlin     | Rechercheur Heidi Sobel |
| Josh Lucas          | Ted Minton              |
| William H. Macy     | Frank Levin             |
| Bryan Cranston      | Rechercheur Lankford    |
| Margarita Levieva   | Regina Campo            |
| Trace Adkins        | Eddie Vogel             |
| Laurence Mason      | Earl                    |
| Frances Fisher      | Mary Windsor            |
| John Leguizamo      | Val Valenzuela          |
| Michael Peña        | Jesus Martinez          |
| Mackenzie Aladjem   | Hayley Haller           |
| Bob Gunton          | Cecil Dobbs             |
| Katherine Moennig   | Gloria                  |
| Reggie Baker        | Rechter Fullbright      |
| Michael Paré        | Rechercheur Kurlen      |
| Pell James          | Lorna Taylor            |
| Shea Whigham        | DJ Corliss              |